# Anna Koivunen
Anna Aurora Koivunen (* 6. November 2001 in Turku) ist eine finnische Fußballspielerin und seit 2024 auch A-Nationalspielerin – als Torhüterin.

## Karriere

### Vereine
Koivunen begann für den in Kaarina ansässigen Verein Kaarinan Pojat mit dem Fußballspielen – gemeinsam mit Jungen, wie in vielen finnischen Vereinen üblich. Von 2015 bis 2018 gehörte sie dem in Turku ansässigen Juniorinnenverein Turun Palloseura Naiset an. Während dieser Zeit kam sie bereits im Alter von 13 Jahren für den Zweitligisten Pyrkivä Turku in den Spielzeiten 2014 und 2015 zu sechs Punktspielen. In der drittklassigen Liga Naisten Kakkonen wurde sie das erste Mal am 26. Juli 2014 beim 1:0-Sieg im Heimspiel gegen die Zweitvertretung des FC Honka Espoo in einem Punktspiel (von vieren) eingesetzt. In der Folgespielzeit folgten zwei weitere Zweitligaspiele.
Im Alter von 16 Jahren kam sie für die erste Mannschaft von Turku PS in sechs Punktspielen in der noch unter dem Namen Naisten Liiga höchsten Spielklasse zu ihrem Debüt. Ihre Premiere in dieser Spielklasse hatte sie am 28. April 2018 (5. Spieltag) beim 2:0-Sieg im Heimspiel gegen Pallokissat Kuopio.
In den Spielzeiten 2019 und 2020 spielte sie für HJK Helsinki in der nunmehr Kansallinen Liiga genannten höchsten Spielklasse und bestritt in dieser Zeit 38 (20 und 18) Punktspiele. Am Ende ihrer Premierensaison für den Verein gewann sie mit dem Double ihre ersten beiden Titel im Vereinsfußball.
Ins westliche Nachbarland gelangt, gehörte sie dem schwedischen Erstligisten Linköpings FC an, für den sie in neun Punktspielen der Spielzeit 2021 berücksichtigt wurde. In der Spielzeit 2023 kam sie für den vor einem Jahr in die höchste Spielklasse aufgestiegenen IFK Kalmar im Zeitraum 26. März – 9. Juli 2023 in 14 Punktspielen zum Einsatz. Mit dem während der laufenden Spielzeit erfolgtem Vereinswechsel zum IF Brommapojkarna, kam sie an den restlichen neun Spieltagen (18. – 26. Spieltag) zu Punktspielen. Für diesen Verein bestritt sie in der Spielzeit 2024 alle 26 Punktspiele und trug zum Klassenverbleib mit einem Punkt vor dem Tabellen-Fünfzehnten AIK Solna (auf dem Relegationsplatz) bei.
Ein erneut vorgenommener Vereinswechsel führte sie zum Ligakonkurrenten Djurgården IF, für den sie  seit 2025 spielt.

### Nationalmannschaft
Koivunen fand als Nationalspielerin für den SPL in der U17-Nationalmannschaft in zwei Jahren in zehn Länderspielen – acht in der EM-Qualifikation und zwei bei der altersbezogenen und in Uruguay ausgetragenen Weltmeisterschaft 2018 – Berücksichtigung.
Für die U18-Nationalmannschaft kam sie einzig am 12. Juni 2019 beim 2:1-Sieg im Freundschaftsspiel gegen die U18-Nationalmannschaft Österreichs zum Zuge.
Für die U19-Nationalmannschaft bestritt sie fünf Länderspiele, davon vier in den EM-Qualifikationen 2018/19 und 2019/20 und eins in Freundschaft.
Für die U23-Nationalmannschaft wurde sie ebenfalls in fünf Länderspielen (alles Freundschaftsspiele) berücksichtigt.
Ihr A-Länderspieldebüt erfolgte am 21. Februar 2024 in San Pedro del Pinatar beim 4:0-Sieg im Freundschaftsspiel gegen die Nationalmannschaft Philippiniens. Ihre nächsten Länderspiele bestritt sie am 25. Februar, 4. April und 3. Juni 2025 im Wettbewerb der Nations-League, mit dem zweiten, dritten und sechsten Spiel der Gruppe B3. Nach der 1:2-Niederlage am 26. Juni 2025 in Leeuwarden gegen die Nationalmannschaft der Niederlande kam sie – dem Kader für die Europameisterschaft zugehörig – in allen drei Spielen der Gruppe A zum Einsatz, schied jedoch nach der Gruppenphase aus dem Turnier aus, da sie mit ihrer Mannschaft im letzten und entscheidenden Spiel gegen die Schweizer Nationalmannschaft den 1:1-Ausgleichstreffer in der Nachspielzeit hinnehmen mussten und die punktgleichen Schweizerinnen eine um ein Tor bessere Tordifferenz aufwiesen.

## Erfolge
- Finnischer Meister 2019 (mit HJK Helsinki)
- Finnischer Pokal-Sieger 2019 (mit HJK Helsinki)